# Jarosław Mielczarek
Jarosław Mielczarek (ur. 24 czerwca 1978), znany również jako Blackie – polski muzyk, kompozytor, wokalista, gitarzysta i basista. Jarosław Mielczarek znany jest przede wszystkim z występów w grupie muzycznej Christ Agony, w której pełnił funkcję basisty i wokalisty wspierającego. Muzyk współpracował ponadto z takimi grupami muzycznymi jak: Moon, Third Degree, Frost oraz Slave.

## Wybrana dyskografia
- Frost - Poison of Your Thoughts (1997, Faithless Productions)
- Christ Agony - Trilogy (1998, Pagan Records)
- Christ Agony - Elysium (1999, Metal Mind Records)
- Moon - Satan's Wept (1999, Pagan Records)
- Christ Agony - Live - Apocalypse (2002, Apocalypse Productions)